# Distrikt Tabaconas
Der Distrikt Tabaconas liegt in der Provinz San Ignacio in der Region Cajamarca im Norden Perus. Der Distrikt wurde am 11. Februar 1855 gegründet. Er besitzt eine Fläche von 791 km². Beim Zensus 2017 wurden 19.333 Einwohner gezählt. Im Jahr 1993 lag die Einwohnerzahl bei 12.984, im Jahr 2007 bei 17.736. Sitz der Distriktverwaltung ist die 1885 m hoch gelegene Ortschaft Tabaconas mit 633 Einwohnern (Stand 2017). Tabaconas befindet sich 36 km westsüdwestlich der Provinzhauptstadt San Ignacio.

## Geographische Lage
Der Distrikt Tabaconas befindet sich in der peruanischen Westkordillere im Südwesten der Provinz San Ignacio. Der Distrikt wird vom Río Tabaconas in überwiegend östlicher Richtung durchflossen und entwässert. Entlang der westlichen Distriktgrenze verläuft in Nord-Süd-Richtung ein 3500 m hoher Gebirgskamm, der das Gebiet zu dem weiter westlich gelegenen Einzugsgebiet des Río Huancabamba trennt.
Der Distrikt Tabaconas grenzt im Westen an die Distrikte Sóndor und Huancabamba (beide in der Provinz Huancabamba), im Nordwesten an den Distrikt El Carmen de la Frontera (ebenfalls in der Provinz Huancabamba), im Norden an den Distrikt Namballe, im Nordosten an die Distrikte San Ignacio und Chirinos, im Osten an den Distrikt La Coipa, im Südosten an den Distrikt San José del Alto (Provinz Jaén) sowie im Süden an die Distrikte Chontalí und Sallique (beide in der Provinz Jaén).

## Ortschaften
Neben dem Hauptort gibt es folgende größere Ortschaften im Distrikt:
- Charape
- Corral Huiche
- Guayabal
- La Bermeja
- Manchara
- Monte de los Olivos
- Naranjo
- Pampa de Limon
- Panchia
- Rodiopampa
- Tabacal
- Tamborapa Pueblo (1212 Einwohner)